# کرنلا پولیت
کرنلا پولیت (به انگلیسی: Cornelia Polit) (زادهٔ ۱۸ فوریهٔ ۱۹۶۳) شناگر اهل آلمان شرقی است.